# Новий Мир (Ізюмський район)
Но́вий Мир — село в Україні, у Борівській селищній територіальній громаді Ізюмського району Харківської області. Населення становить 81 осіб. До 2020 орган місцевого самоврядування — Ізюмська сільська рада.

## Географія
Село Новий Мир знаходиться за 2 км від річки Нетриус, за 1 км — колишні села Красноярське та Красний Гай. В 7-ми км розташоване село Ізюмське.

## Історія
1680 — дата заснування.
12 червня 2020 року, відповідно до Розпорядження Кабінету Міністрів України № 725-р «Про визначення адміністративних центрів та затвердження територій територіальних громад Харківської області», увійшло до складу Борівської селищної територіальної громади.
19 липня 2020 року, в результаті адміністративно-територіальної реформи та ліквідації Борівського району, увійшло до складу Ізюмського району Харківської області.
22 червня 2023 року рішенням №230 Національної комісії зі стандартів державної мови віднесено до списку населених пунктів, які «можуть не відповідати лексичним нормам української мови», зокрема стосуватися «російської імперської чи колоніальної політики». Громаді рекомендовано обґрунтувати доцільність збереження поточної назви або запропонувати нову назву в установленому законодавством порядку.
12 травня 2025 року село Новий Мир на Харківщині остаточно зникло з карти населених пунктів — принаймні на папері. Волонтерам і військовим вдалося вивезти звідти останніх мешканців — 69-річну Антоніну Розторгуєву та 51-річного Віталія Коляку. До лінії фронту від їхньої хати — лише три кілометри, тож кожен день там починався і закінчувався канонадою.

## Населення

### Мова
Розподіл населення за рідною мовою за даними перепису 2001 року:
| Мова       | Кількість | Відсоток |
| ---------- | --------- | -------- |
| українська | 72        | 88.89%   |
| російська  | 9         | 11.11%   |
| Усього     | 81        | 100%     |

## Економіка
В селі є свино-товарна ферма.